# Diego Andiloro
Diego Andiloro (Reggio Calabria, 27 giugno 1895 – 16 luglio 1965) è stato un politico italiano.
Già il 2 ottobre 1943 fu nominato vice sindaco di Reggio dall'Ufficio Affari Civili del Governo Militare Alleato con apposito ordine emesso dal Lieutnant E.T. Lonmon, ufficiale britannico addetto agli Affari Civili (1); in seguito venne nominato dalle forze di liberazione con l'accordo dei partiti antifascisti, nel gennaio 1944, quando Antonio Priolo venne nominato prefetto della provincia.
Socialista, nominata la Giunta Municipale nel giugno 1944 continuò a presiederla fino al maggio 1946, cioè fino alle elezioni che si svolsero il 7 aprile 1946 nelle quali venne eletto sindaco Nicola Siles.
La sua fu un'opera difficile, dovette impegnarsi ad amministrare una città colma di bisogni, ferita dalla guerra, con la necessità di ricostruire le infrastrutture essenziali.
L'avvocato Andiloro iniziò questa opera con impegno e continuò la sua azione dai banchi del consiglio comunale.
Fu inoltre presidente dell'Ordine degli avvocati
(1) Cfr. "Guerra di liberazione: l'archivio privato di Edward Lonmon", articolo a firma Riccardo Rossotto, contenuto in Storia Militare n.373, ottobre 2024, pag. 59.